# Guldmane
Guldmane eller Gullfaxe var i nordisk mytologi jätten Hrungners häst. Namnet Gullfaxe betyder guldman. Gullfaxe var en riktigt snabb häst som kunde ta sig fram både på land, i vatten och i luften. 
Gullfaxe och Sleipner reds ikapp av Oden och Hrungner efter det att jätten menade att Gullfaxe var snabbast i världen. De slog vad om sina egna huvuden. Sleipner vann men ritten hade gått så snabbt och långt att de hade hamnat i Asgård och Oden bjöd in jätten på middag. Men Hrungner var odräglig mot alla och när han gjorde narr av Tor, uppstod en djup fiendskap mellan dem. Då Oden menade att de absolut inte fick slåss i Asgård, bestämde de möte vid Jotunheims utmarker. 
När jätten var försenad, skickade Tor sin dräng Tjalve att möta jätten. Tjalve visade gott mod och viskade till jätten att Tor alltid anföll underifrån, vilket var en lögn. När jätten stupade föll han över Tor som klämdes fast. Tor fick kalla på hjälp av sin tre dagar gamla son Magne, vars mamma var en jätte vid namn Järnsaxa. Magne slängde trots sin korta höjd och unga ålder undan jättens ben och befriade Tor. Tacksam gav Tor bort hästen Gullfaxe till Magne som tack.